# Orlando Jones
Pour les articles homonymes, voir Jones.
Orlando Jones est un acteur de cinéma et de télévision américain, né le 10 avril 1968 à Mobile, en Alabama (États-Unis). Il est principalement connu aux États-Unis pour s'être illustré dans les séries MADtv et Sleepy Hollow, ainsi que dans les spots publicitaires de 7 Up. En France, on a principalement pu le voir au cinéma dans des comédies comme Endiablé et Evolution (film) et dans des séries aussi variées que Men in Trees : Leçons de séduction, The Evidence : Les Preuves du crime, Ghost Whisperer ou encore Tout le monde déteste Chris.

## Biographie
Élevé en Caroline du Sud, Orlando Jones découvre le plaisir de jouer sur scène à l'université de Charleston. Jones crée sa propre boîte de production Homeboy's Productions and Advertising alors qu'il n'est qu'étudiant. Un touriste venu d'Hollywood le repère et lui permet de faire ses grands débuts.
Il s'attèle d'abord à l'écriture de la série Campus Show, spin-off du Cosby Show. En 1995, l'émission comique MADtv lui permet de faire ses véritables premiers pas en tant qu'acteur. Après deux saisons, il quitte la série et obtient son premier rôle au cinéma dans Sour Grapes, le premier film de Larry David, cocréateur de la série Seinfeld. À partir de ce moment, Jones va enchaîner les tournages avec des petits rôles dans Magnolia, 35 heures, c'est déjà trop et Liberty Heights en 1999. En 2000, il fait des apparitions remarqués dans les comédies Les Remplaçants et Endiablé.
Mais c'est surtout le spot publicitaire pour 7 Up dans lequel il vante les bienfaits de la boisson gazeuse qui le rendront célèbre aux yeux du public américain. En 2001, il partage la vedette avec David Duchovny, Julianne Moore et Seann William Scott dans Evolution (film) de Ivan Reitman. En 2003, après avoir joué dans Biker Boyz aux côtés de Laurence Fishburne, il anime sa propre émission The Orlando Jones Show sur la chaîne américaine FX. 
Au fil des années l'acteur continue sa carrière sur le grand écran alternant rôles consistants (Primeval, Drumline) et cachets alimentaires (House of D, Le Maître du jeu). Sa dernière apparition au cinéma remonte à 2009 dans L'Assistant du vampire avec John C. Reilly et Salma Hayek. En parallèle, il revient à la télévision en faisant des apparitions plus ou moins importantes dans les séries Ghost Whisperer, Leçons sur le mariage, Pushing Daisies ou encore Dr House.
En 2012 il est de retour dans Seconds Apart, un thriller horrifique sorti directement en DVD et dans un épisode de la saison 10 de Les Experts : Miami. L'année suivante il apparaît dans la distribution de l'éphémère série How to Live with Your Parents (for the Rest of Your Life). En 2013, il rejoint la distribution de la nouvelle série fantastique de la FOX, Sleepy Hollow où il incarne le capitaine Frank Irving. La série vient d'être renouvelée pour une troisième saison.

## Filmographie

### Comme acteur

#### Cinéma
- 1997 : In Harm's Way : Andre
- 1998 : Sour Grapes : Digby
- 1998 : Woo : Sticky Fingas
- 1999 : Waterproof : Natty Battle
- 1999 : New Jersey Turnpikes
- 1999 : 35 heures, c'est déjà trop (Office Space) : Steve, Magazine Salesman
- 1999 : Liberty Heights de  Barry Levinson : Little Melvin
- 1999 : Magnolia de Paul Thomas Anderson : Worm
- 2000 : Une nuit en enfer 3 : La Fille du bourreau (From Dusk Till Dawn 3: The Hangman's Daughter) (vidéo) : Ezra Traylor
- 2000 : Les Remplaçants (The Replacements) : Clifford Franklin
- 2000 : Chain of Fools : Miss Cocoa
- 2000 : Endiablé (Bedazzled) : Daniel / Dan / Danny, Esteban, Beach Jock, Lamar Garrett, Dr Ngegitigegitibaba
- 2001 : Un gentleman en cavale (Double Take) : Daryl Chase
- 2001 : Trop c'est trop (Say It Isn't So) : Dig McCaffrey
- 2001 : Évolution (film) (Evolution) : Harry Block
- 2002 : La Machine à explorer le temps (The Time Machine) : Vox
- 2002 : Drumline : Dr Aaron Lee
- 2003 : Biker Boyz : Soul Train
- 2003 : Le Maître du jeu (Runaway Jury) de Gary Fleder : Russell
- 2004 : House of D : Superfly
- 2006 : Looking for Sunday : Einstein Steinberg
- 2007 : Je crois que j'aime ma femme (I Think I Love My Wife) : Nelson (non crédité)
- 2007 : Primeval : Steven Johnson
- 2008 : Misconceptions : Terry Price-Owens
- 2009 : L'Assistant du vampire (Cirque du Freak: The Vampire's Assistant) : Alexander Ribs
- 2009 : Présumé Coupable : Ben Nickerson
- 2011 : Seconds Apart : Détective Lampkin
- 2012 : The Chicago 8 : Bobby Seale
- 2013 : Enemies Closer : Clay
- 2013 : The Adventures of Beatle Boyin : DrVanderark
- 2016 : The Devil and the Deep Blue Sea

#### Télévision
- 1992 : Herman's Head saison 1, épisode 23 : Policier
- 1992 : Campus Show saison 5, épisode 24 et 25 : Troy Douglas
- 1993 : Yuletide in the 'hood :(voix)
- 1995 - 1997 : MADtv : Différents rôles
- 1998 : Les Rois du Texas saison 2, épisode 16 : Kidd Mookie (voix)
- 2003 : Girlfriends saison 3, épisode 16 : Dr Darren Lucas
- 2003 : The Bernie Mac Show saison 2, épisode 22 : Max Trotter
- 2003 : The Orlando Jones Show : lui-même
- 2004 : Le Roi de Las Vegas (Father of the Pride) : Snack (voix)
- 2006 : The Adventures of Chico and Guapo : Concepcion Rodriguez (voix)
- 2006 : The Evidence : Les Preuves du crime : Cayman Bishop
- 2006 : Tout le monde déteste Chris (Everybody Hates Chris), saison 2 épisode 14 : Mr.Newton
- 2006 : Men in Trees : Leçons de séduction, saison 1, épisode 15 et 16 : George
- 2007 : Men in Trees : Leçons de séduction, saison 2, épisode 3 : George
- 2007 : Ghost Whisperer, saison 3, épisode 7 : Casey Edgars
- 2008 : Tout le monde déteste Chris (Everybody Hates Chris), saison 4, épisode 3 : Clint Huckstable
- 2008 : Pushing Daisies, saison 2, épisode 10 : Magnus Olsdatter
- 2008 : New Amsterdam, saison 1, épisode 3 : Sgt. Harold Wilcox
- 2009 : Leçons sur le mariage (Rules of Engagement), saison 3, épisode 3;5;7 et 10 : Brad
- 2010 : Tax Man (Pilote)
- 2011 : Identity (Pilote) : Anthony Wareing
- 2011 : Dr House, saison 6, épisode 13 : Marcus, le frère de Foreman
- 2011 : La Diva du divan (Necessary Roughness), saison 1, épisode 8 et 9 : Lazarus Rollins
- 2012 : Les Experts : Miami, saison 10, épisode 6 : Lawrence Kingman
- 2013 : How to Live with Your Parents (for the Rest of Your Life) : Gregg
- 2013-2015 : Sleepy Hollow : Capitaine Frank Irving
- 2015 : High School 51
- 2017- : American Gods : Mr Nancy
- 2019 : New York, unité spéciale (saison 20, épisode 22) : Justin "Snake" Anderson

### Comme scénariste
- 2006 : The Adventures of Chico and Guapo (série télévisée)

### Comme Producteur
- 1993 : The Sinbad Show (en) (série télévisée)
- 2003 : The Orlando Jones Show (série télévisée)

## Voix françaises
| - Frantz Confiac dans : - Liberty Heights - Trop, c'est trop ! - Biker Boyz - L'Assistant du vampire - Présumé Coupable - Lucien Jean-Baptiste dans : - Endiablé - Évolution - Enemies Closer - The Evidence : Les Preuves du crime (série télévisée) | - Jean-Baptiste Anoumon dans : (les séries télévisées) - American Gods - Room 104 et aussi - Éric Etcheverry dans Les Maîtres de l'ombre - Xavier Thiam dans La Machine à explorer le temps - Greg Germain dans Drumline - Arnaud Léonard dans Primeval - Mark Lesser dans Pushing Daisies (série télévisée) - Franck Gourlat dans Sleepy Hollow (série télévisée) |